# Epropetes
Epropetes is een kevergeslacht uit de familie van de boktorren (Cerambycidae). De wetenschappelijke naam van het geslacht werd voor het eerst geldig gepubliceerd in 1870 door Bates.

## Soorten
Epropetes omvat de volgende soorten:
- Epropetes amazonica Galileo & Martins, 2000
- Epropetes atlantica Martins, 1975
- Epropetes bolivianus Galileo & Martins, 2008
- Epropetes deterrima Martins & Napp, 1984
- Epropetes elongata Martins, 1975
- Epropetes hirsuta Martins & Napp, 1984
- Epropetes howdenorum Galileo & Martins, 2000
- Epropetes latifascia (White, 1855)
- Epropetes metallica Martins, 1975
- Epropetes ozodiformis Martins & Napp, 1984
- Epropetes serrana Martins & Napp, 1984
- Epropetes tristis Martins & Galileo, 2013
- Epropetes variabile Martins & Galileo, 2005
- Epropetes velutina Martins, 1975
- Epropetes zonula Martins & Napp, 1984